# Halogenering
Onder halogeneren wordt het proces verstaan waarbij een halogeen gekoppeld wordt aan een organische verbinding. In het spraakgebruik komen ook de termen chloreren en bromeren voor omdat chloor en broom relatief eenvoudig als element aan organische verbindingen te koppelen zijn. De overeenkomstige termen voor fluor en jood, fluoreren en joderen, worden nauwelijks zelfstandig gebruikt (difluor is veel te reactief, di-jood is te traag in zijn reacties). Technisch een van de belangrijkste halogeneringsreacties is de additie van dichloor aan etheen. Het gevormde 1,2-dichloorethaan wordt vervolgens omgezet in chlooretheen (vinylchloride), de grondstof voor pvc. In de analytische chemie werd de reactie van di-jood aan de dubbele binding gebruikt ter vaststelling van het joodadditiegetal van plantaardige en dierlijke oliën en vetten.
Halogeneren kan plaatsvinden op twee manieren:
- Additie van het vrije halogeen aan een dubbele binding. Behalve voor jood is dit een snelle reactie. Voor de reactie van jood met een dubbele binding is een katalysator (kwik-zout) nodig. De reactie verloopt via een ionogeen proces.
- Substitutie (vervanging) van een waterstofatoom via een radicalair proces. Voor dit proces is licht de katalysator en de vorming van het bijproduct waterstofhalogenide de drijvende kracht.

1. ↑  Het bepalen van het aantal dubbele bindingen door additie van een dihalogenide stamt uit de tijd dat veel analyses nog plaatsvonden met behulp van wegen. De massatoename van het monster was het gevolg van de additie van het dihalogeen. Per dubbele binding worden twee halogeen-atomen gebonden. Dit betekent dat per mol dubbele binding in het monster met chloor 71 gram (twee maal de atomaire massa van chloor) is, met broom 160 en met jood 254 gram. Met jood is het aantal dubbele bindingen meer dan 1,5 keer zo nauwkeurig te bepalen als met broom en meer dan 3,5 keer zo nauwkeurig als met chloor. Tegenwoordig wordt de bepaling titrimetrisch uitgevoerd met broom, wat veel sneller gaat en geen giftige katalysator vereidt.